# تاراس کبکانوف
تاراس کبکانوف (انگلیسی: Taras Kabanov؛ زادهٔ ۲۳ ژانویهٔ ۱۹۸۱) بازیکن فوتبال اهل اوکراین است.
از باشگاه‌هایی که در آن بازی کرده‌است می‌توان به باشگاه فوتبال کریفباس کریفیی ریه، باشگاه فوتبال بلشیتا بابرویسک، باشگاه فوتبال متالورگ زاپروژیا، و باشگاه فوتبال کارپاتی لویو اشاره کرد.
وی همچنین در تیم‌های ملی فوتبال زیر ۲۰ سال اوکراین، و زیر ۲۰ سال اوکراین، بازی کرده‌است.